# Studium Geomatik
Das Studium Geomatik verbindet Informationstechnologie mit Arbeiten zur Erfassung, Analyse, Darstellung und Interpretation raumbezogener Sachverhalte. 

## Kartografie
In der Vertiefungsrichtung Kartografie werden Elemente der graphischen Gestaltung mit Datenverarbeitung und Informationstechnik kombiniert. Geodaten werden ausgewertet und in kartografische Modellen visualisiert. Die Geodaten werden 2- oder 3-dimensional mit Datenbank- und GIS-Technologien, Internet- und Multimedia-Technologien verknüpft und in Druckerzeugnissen, Online oder auf CD/DVD sowie auf mobilen Geräten präsentiert.

## Vermessung
Die Vertiefungsrichtung Vermessung verbindet Ergebnisse der angewandten Mathematik mit Methoden der Informationstechnologie. Dabei befasst sich die traditionelle Vermessung mit der exakten Bestimmung von Größe und Form der Erde in ihrer Gesamtheit. Zu den traditionellen Arbeitsgebieten der Vermessung sind neue Aufgabenfelder wie Satellitengeodäsie, Facilitymanagement, Qualitätssicherung, Systemplanung und -entwicklung, Echtzeitnavigation und Internetdienste hinzugekommen.

## Studienverlauf
An den Hochschulen in Deutschland umfasst das Geomatikstudium im Bachelorstudiengang im Allgemeinen 6 oder 7 Semester und im Masterstudiengang weitere 2 bis 4 Semester. Während in der Vertiefungsrichtung Kartografie der Schwerpunkt auf der Visualisierung von Geodaten liegt, so steht bei der Vertiefungsrichtung Vermessen das Erheben der Geodaten im Mittelpunkt des Studiums. Die siebensemestrigen Bachelorstudiengänge enthalten meist ein Praxissemester, um den Studierenden intensivere Praxiserfahrungen zu ermöglichen.
In der Vertiefungsrichtung Kartografie werden in den ersten Semestern zunächst Grundlagen der Kartenkunde, Visualisierung, Informatik, Datenstrukturen, Datenkommunikation, Vermessungskunde, darstellende Geometrie, Geologie und Geomorphologie, Mathematik, Humangeographie, Raumplanung und Umweltschutz, Kartendesign und Mediendesign sowie digitale Bildverarbeitung und grafische Datenverarbeitung vermittelt. Zusätzlich werden mehrere Praktika in GIS, digitaler Bildverarbeitung und Photogrammetrie absolviert. Meist ist das 5. Semester ein Praxissemester.
Die Vertiefungsrichtung Vermessung beschäftigt sich in den ersten Semestern vornehmlich mit Analysis, Linearer Algebra, Datenstrukturen, Datenkommunikation, Vermessungskunde, Geodätisches Rechnen, Trigonometrie und in geringeren Maßen als die Kartografie mit Grundlagen der Visualisierung und Kartenkunde. Praktika werden in Geodäsie, Satellitengeodäsie, Katastervermessung und mathematischer Geodäsie absolviert. Auch hier ist das 5. Semester in der Regel ein Praxissemester. In den letzten Semestern stehen Themen wie Ingenieurvermessung, Bodenordnung und Bewertung, Flurneuordnung, Verkehrswegeplanung, Bauleitplanung und Kataster- und Liegenschaftswesen auf dem Stundenplan.
Berufsfelder sind Geodatenmanagement, Vermessungsbüros, Planungsbüros, Forschungseinrichtungen, Software- und Consultingunternehmen, Medienagenturen und Behörden.